# Чапек, Роберт
Роберт «Боб» Чапек (англ. Robert «Bob» Chapek, род. в 1960 году в г. Хаммонд, штат Индиана, США) — бывший американский руководитель СМИ и бизнесмен, был главным исполнительным директором (CEO) компании The Walt Disney Company, с 2020 по 2022 года
Прежде чем стать генеральным директором 25 февраля 2020 года, он проработал 26 лет в The Walt Disney Company, начав с подразделения домашних развлечений и поднявшись до должности председателя Disney Parks, Experiences and Products. Боб Чапек, деятельность которого на посту генерального директора вызвала немало споров, был уволен 20 ноября 2022 года. На его место вступил Роберт Айгер, ранее уже занимавший этот пост.

## Биография
Роберт Чапек родился 21 августа 1960 года в Хаммонде, штат Индиана, в семье работающих матери и отца, Мари (Лофей) и Бернарда В. Чапеков. Его отец был ветераном Второй мировой войны. Поскольку оба его родителя работали, Чапек называл себя «ребёнком с ключом от замка» в то время, когда это было необычно. Чапек сказал, что наблюдение за работой обоих родителей «привило мне трудовую этику, и [они] много работали для лучших вещей в жизни. Я видел их ролевое моделирование, и это оказало неизгладимое влияние на мои стремления и амбиции». Его семья ежегодно совершала поездки в Walt Disney World.

### Ранняя карьера
Чапек окончил среднюю школу в 1977 году. Позже он получил степень бакалавра микробиологии в Индианском университет в Блумингтоне и степень магистра делового администрирования в Университете штата Мичиган.
Чапек работал в компании H. J. Heinz в области управления брендом и в рекламе J. Walter Thompson до прихода в The Walt Disney Company в 1993 году. Чапек начал работать в компании The Walt Disney Company в 1993 году. Он начал свою карьеру в качестве директора по маркетингу в подразделении Buena Vista Home Entertainment, которое на тот момент все ещё было сосредоточено на кассетах VHS. Тогдашний генеральный директор Майкл Айснер описал Чапека, сказав: «Он всегда был руководителем, который, как вы знали, будет на подъёме... Он знал, как развивать бизнес, приспосабливаясь к меняющимся рыночным условиям, которые были интенсивными». Чапеку приписывают то, что он вывел подразделение домашних развлечений Disney в цифровую эпоху, сосредоточившись на выпуске свойств на DVD, а затем и на дисках Blu-ray.
В июле 2006 года он был назначен президентом Buena Vista Home Entertainment, которая включала все выпуски домашнего видео, DVD и Blu-ray для всех различных подразделений. В 2009 году он стал президентом по дистрибуции Walt Disney Studios.

### Президент по потребительским товарам
Чапек был назначен президентом Disney Consumer Products в сентябре 2011 года. После приобретения Lucasfilm Чапек интегрировал товары «Звёздных войн» в лицензионную программу Disney, благодаря чему Disney стал крупнейшим в мире лицензиаром интеллектуальной собственности. В 2013 году Чапек заключил сделку с Hasbro, в соответствии с которой компания по производству игрушек выплатила Disney 80 миллионов долларов роялти за продление лицензии на игрушки Marvel и соглашение с Hasbro о выплате Disney до 225 миллионов долларов за права на будущую продукцию «Звёздных войн».
В 2014 году Чапек запустил Disney Imagicademy, который представлял собой набор из множества приложений для планшетов и смартфонов, предназначенных для предоставления детям высококачественных обучающих игр. Это был первый полный выход Disney на рынок обучающих приложений. Чапек сказал, что возглавил эту инициативу после того, как многочисленные родители сказали его отделу, что им трудно найти высококачественные обучающие приложения из тысяч, доступных в Интернете.

### Председатель Walt Disney Parks and Resorts
23 февраля 2015 года Чапек был назначен председателем совета директоров Walt Disney Parks and Resorts, который в тот же день заменил Томаса О. Стэггса, который был назначен на должность главного операционного директора компании Disney в начале месяца. Чапек немедленно начал работу над завершением и запуском Шанхайского Диснейленда в 2016 году, который за первый год работы принял более 11 миллионов гостей. Он также курировал завершение и запуск Pandora - The World of Avatar в Царстве животных Диснея в 2017 году. Чапек также напрямую руководил строительством и открытием новой зоны «Звёздные войны: Край Галактики» в Диснейленде и Walt Disney World. Дисней сказал о Galaxy's Edge: «Это самая захватывающая зона, которую мы когда-либо строили», сославшись на тематические рестораны, магазины и бродячих интерактивных персонажей. Сообщается, что Дисней потратил 1 миллиард долларов на обширную территорию площадью 14 акров в Диснейленде в Анахайме, что побудило CNN прокомментировать, что «Дисней не жалел расходов».
Как председатель совета директоров Parks and Resorts, Чапек инвестировал более 24 миллиардов долларов в тематические парки, аттракционы, отели и круизные лайнеры. New York Times отметила, что Чапек потратил больше денег, чем Disney потратил на приобретение Pixar, Marvel и Lucasfilm вместе взятых.
Осенью 2017 года, когда операционная прибыль парков и курортов увеличилась на 14%, многие в СМИ начали предполагать, что Чапек, скорее всего, сменит Боба Айгера на посту следующего генерального директора Disney.
Однако во время пребывания в парках и на курортах Чапек также вызвал резкую критику со стороны многих в сообществе Диснея. Например, все дорогие и амбициозные проекты (упомянутые выше), которые были завершены при Чапеке, фактически были начаты при Томе Стэггсе. Между тем, проекты, начатые при Чапеке, были признаны менее амбициозными, например, относительно безопасный пирс Pixar, Toy Story Land, а также изменения в EPCOT, среди прочего. Его также критиковали за интенсивное использование существующей интеллектуальной собственности во время его пребывания в парках, поскольку за время его пребывания в парках практически не было изменений или дополнений, которые не предполагали использования существующей интеллектуальной собственности. Кроме того, уменьшились масштабы Star Wars: Galaxy's Edge. Вдобавок, во время его пребывания на посту председателя правления парков и курортов, во многих парках также снизилось содержание в обслуживании, аналогично тому, когда Пол Пресслер был председателем в конце 1990-х - начале 2000-х годов.
В марте 2018 года, после реорганизации подразделений с целью подготовки к запуску Disney+, Чапеку вернули подразделения потребительских товаров (включая магазины Disney) в дополнение к его обязанностям по всем паркам и курортам и связанным с ними мероприятиям. Затем генеральный директор Боб Айгер сказал: «Боб [Чапек] пришёл к этой новой должности с впечатляющим послужным списком успехов как в парках, так и на курортах и в сфере потребительских товаров, и он является идеальным лидером для управления этими объединёнными командами». Это способствовало предположению, что Чапек станет преемником Айгера.
В августе 2019 года Чапек объявил, что договорился о сотрудничестве в розничной торговле, чтобы открыть 25 мини-магазинов Disney Store в некоторых универмагах Target по всей территории Соединённых Штатов. Чапек заявил, что люди, покупающие продукцию Disney, скорее всего, будут делать покупки в Target, и сделка даёт Disney возможность расширить своё присутствие за пределами традиционных торговых центров. Мини-магазины Disney будут занимать в среднем 750 квадратных футов и располагаться рядом с отделами детской одежды и игрушек Target. У них будет более 450 наименований, в том числе более 100 товаров, ранее доступных только в розничных точках Disney.
18 мая 2020 года Чапек объявил Джоша Д'Амаро своим преемником на посту председателя Disney Parks, Experiences and Products.

### Генеральный директор
В феврале 2020 года Чапек был назначен главным исполнительным директором The Walt Disney Company, заменив Боба Айгера, который останется исполнительным председателем до 2021 года. Это стало сюрпризом для многих сотрудников Disney, которые видели в Томе Стэггсе наследника Боба Айгера. В апреле 2020 года Чапек был избран в совет директоров Walt Disney Co. Позже в том же месяце выяснилось, что, хотя Чапек оставался генеральным директором, Айгер на время возобновил контроль над операционными обязанностями компании из-за пандемии COVID-19.
В многочисленных интервью с финансовыми новостными агентствами во время пандемии Чапек сказал, что сосредоточен на открытии тематических парков Диснея. В мае 2020 года Шанхайский Диснейленд открылся с ограниченной пропускной способностью, ограниченной примерно 24 000 посетителей в день, в соответствии с постановлениями правительства. Чапек признал, что это был «детский шаг», но нашёл цифры посещаемости обнадёживающими, учитывая, что ограниченное количество билетов распродано. Чапек пообещал увеличить пропускную способность в ближайшие недели, хотя и консервативно.
Чапек сказал, что когда в июле 2020 года откроется Walt Disney World, как сотрудники, так и гости будут обязаны проверять температуру, носить маски для лица и соблюдать правила социального дистанцирования. Он сказал, что компания продолжит работу с местными властями и специалистами в области здравоохранения, чтобы открывать парки ответственно. Он добавил, что когда парки снова откроются, первым аттракционом, на котором он будет ездить, станут «Пираты Карибского моря». В октябре 2020 года Чапек согласился оставить Диснейленд на уровне только 25% вместимости до тех пор, пока CDC не выпустит новое руководство, а также заявил, что в отношении повторного открытия Диснейленда в Калифорнии «Это не очень похоже на переговоры. Это в значительной степени требование, чтобы мы оставались закрытыми». В марте 2021 года, после того, как Калифорния ослабила ограничения на COVID-19, он заявил:«Здесь, в Калифорнии, мы воодушевлены положительными тенденциями, которые мы наблюдаем, и мы надеемся, что они продолжат улучшаться и мы сможем снова открыть наши парки для гостей с ограниченным количеством мест к концу апреля».

## Личная жизнь
Роберт женат на Синтии Энн Форд с 1980 года, у них трое детей и четверо внуков.